# 東公園 (福井市)
東公園（ひがしこうえん）は、福井県福井市豊島にある公園。東公園グラウンドも併設されている。公園、グラウンドになる前は福井市野球場があった。

## 概要
福井市野球場跡地に開園された。公園は遊具などが設置され、グラウンドは少年野球・ソフトボール1面、グラウンドゴルフなどが可能。

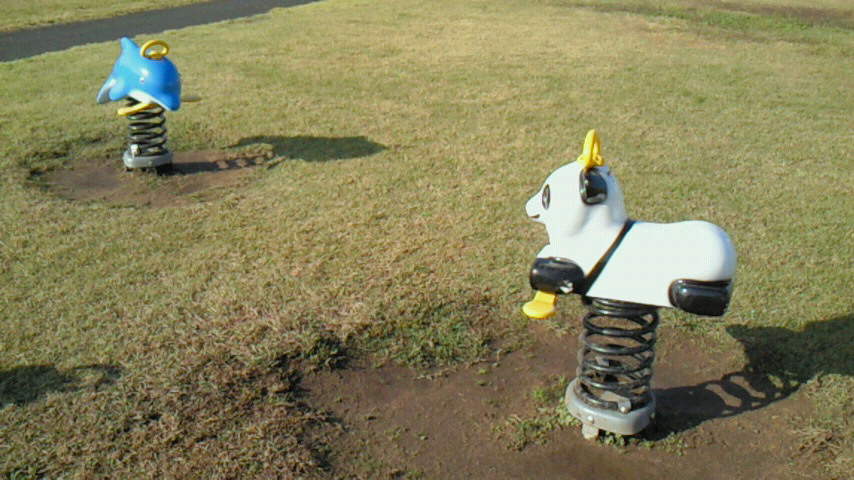
東公園の遊具（スプリング遊具）

- 所在地：福井市豊島2丁目5

## 施設
- 東公園
- 東公園グラウンド
- 駐車場 - 無料であること、福井市中心部にあり繁華街も近いことなどから、常駐駐車が問題となっている。（2012年）

## 福井市野球場（旧）
福井市野球場(ふくいしやきゅうじょう)は福井県福井市豊島2丁目に存在していた野球場。現在は解体され、跡地は公園（東公園）として活用されている。

### 概要
1963年竣工。2008年閉場。崩壊の危険性があるため2008年度中に解体。福井市中心部足羽川堤防近くにあり、福井駅からも近い球場であった。元々は福井師範学校があったが戦災で消失し、跡地に木造で野球場が建てられたのが始まり。その後、1963年頃に鉄筋コンクリート造に建替えられた。
旧称である福井市営球場（ふくいしえいきゅうじょう）という呼称が一般的であった。他には福井市球場、福井市営野球場という表記もある。
過去にはプロ野球などの観戦試合が行われたことがある。長らく福井市野球の中心地として、また市民球場として愛されてきたが、老朽化及び移設により惜しまれつつ閉場。

### 閉鎖
グラウンドの大きさなどの設備不備、施設の老朽化により、新設・移転が議論されていた。駐車場含めた用地の大きさ不足、一見アクセスは良いが、当地の主な移動手段として自家用車が使われていることなどから、郊外への機能移転となった。老朽化が激しく崩壊の可能性があったにことより急遽閉鎖が決定された。2008年6月、福井市スポーツ公園野球場（福井フェニックススタジアム）の開場に伴い閉鎖、その後解体された。

### 施設概要
昔ながらの地方球場で簡易的なコンクリート造りだった。
- バックスタンド・内野席　階段状のコンクリート席
- 外野　コンクリート席
- スコアボード
- 両翼９１ｍ、センター１１０ｍ

## 交通
東公園の最寄り駅
- JR福井駅

東公園の最寄りバス停
- 豊島東公園口（京福バス）
- 豊島東公園口（すまいる木田・板垣方面）

近くの通り
- 木田橋通り
- 城の橋通り

## 周辺
- JR福井駅
- 三谷商事(福井本社)
- NTTドコモ福井豊島ビル
- 福井地方気象台
- セーレン商事勝見事業所(ケミカル部・物流部)
- 荒川 - すぐ横を流れる
- 足羽川 - 近くに木田橋が架かる
- 足羽山
- ヨーロッパ軒豊島分店